# Sudamerlycaste priscilae
Sudamerlycaste priscilae är en orkidéart som först beskrevs av I.Portilla och Henry Francis Oakeley, och fick sitt nu gällande namn av Fredy Archila. Sudamerlycaste priscilae ingår i släktet Sudamerlycaste och familjen orkidéer. Inga underarter finns listade i Catalogue of Life.